# Droséra à feuilles rondes
Drosera rotundifolia
Espèce
Classification phylogénétique
Répartition géographique
- présence commune
- présence isolée

Statut de conservation UICN

 LC  : Préoccupation mineure
Le Droséra à feuilles rondes (Drosera rotundifolia) ou Rossolis à feuilles rondes est une espèce de plantes herbacées carnivores de la famille des Droseraceae.

## Habitats

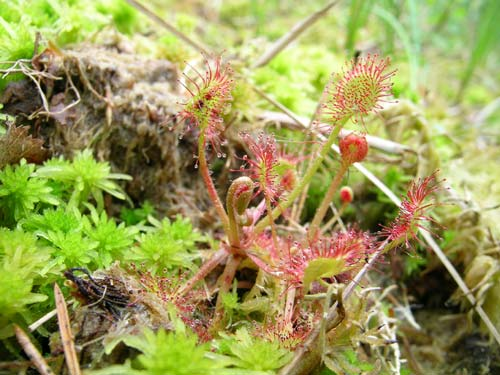
Droséra à feuilles rondes

Cette plante affectionne les tourbières acides à sphaignes localement abondantes. Elle colonise souvent en grand nombre les « coussins » de sphaignes vivantes ou mortes lorsque l'exposition au soleil est abondante. Mais elle reste assez rare en France, se rencontre généralement de 600 à 2 000 m d'altitude, mais on peut en trouver à des altitudes inférieures, y compris au niveau de la mer comme dans les tourbières des départements français de la façade atlantique, où elle pousse en compagnie de D. intermedia.

## Distribution
Elle se trouve également dans les régions tempérées de l'hémisphère nord (Amérique du Nord, Europe, Asie).
Drosera rotundifolia et Drosera intermedia sont présentes dans les Hautes Fagnes de Wallonie (Belgique) où elles font l'objet d'un statut de protection.

## Description
Plante terrestre, vivace, disposée en rosette étalée au sol de 2 à 5 cm de diamètre.

### Feuilles
Les feuilles sont orbiculaires, pouvant atteindre 1 cm de large, avec un long pétiole étroit de 1 à 3 cm de long. Elles sont d'un vert olive se teintant de rouge en exposition ensoleillée. Le bord et la face supérieure sont couverts de poils glandulaires roussâtres à rouge vif, enduits d'un mucilage collant. Cette sécrétion attire  les petits insectes et permet de les capturer.

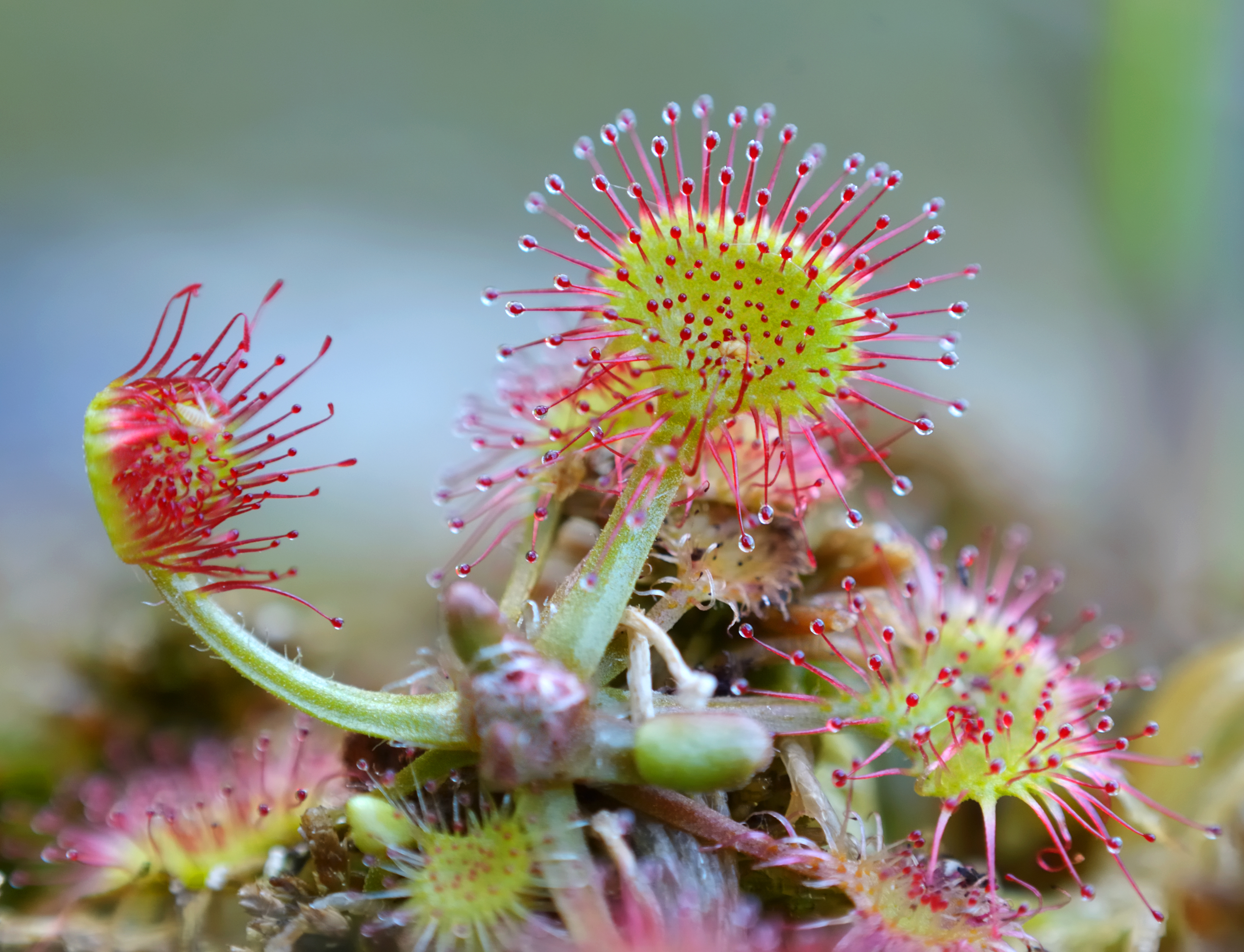
Détail de feuilles
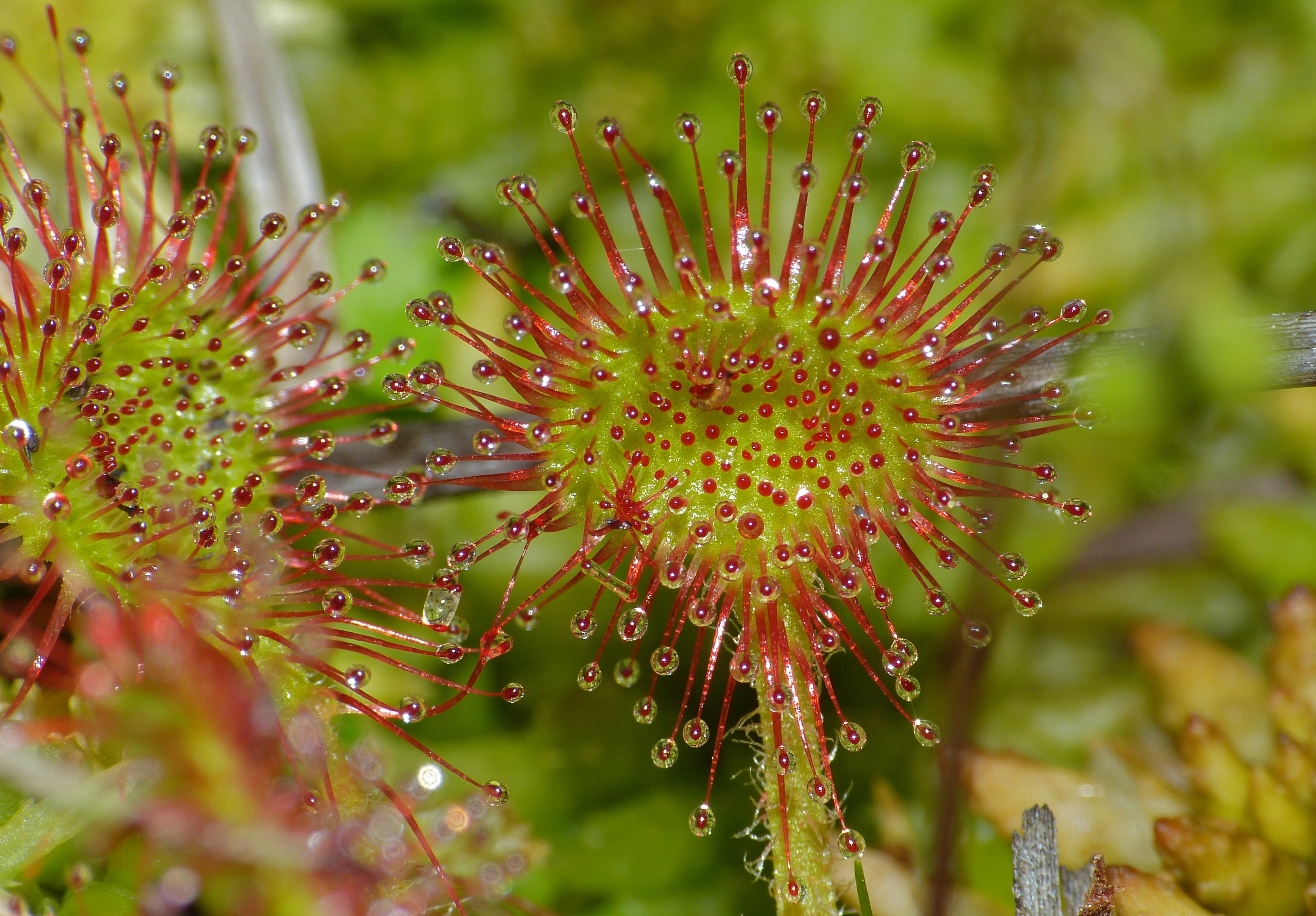
Détail des feuilles
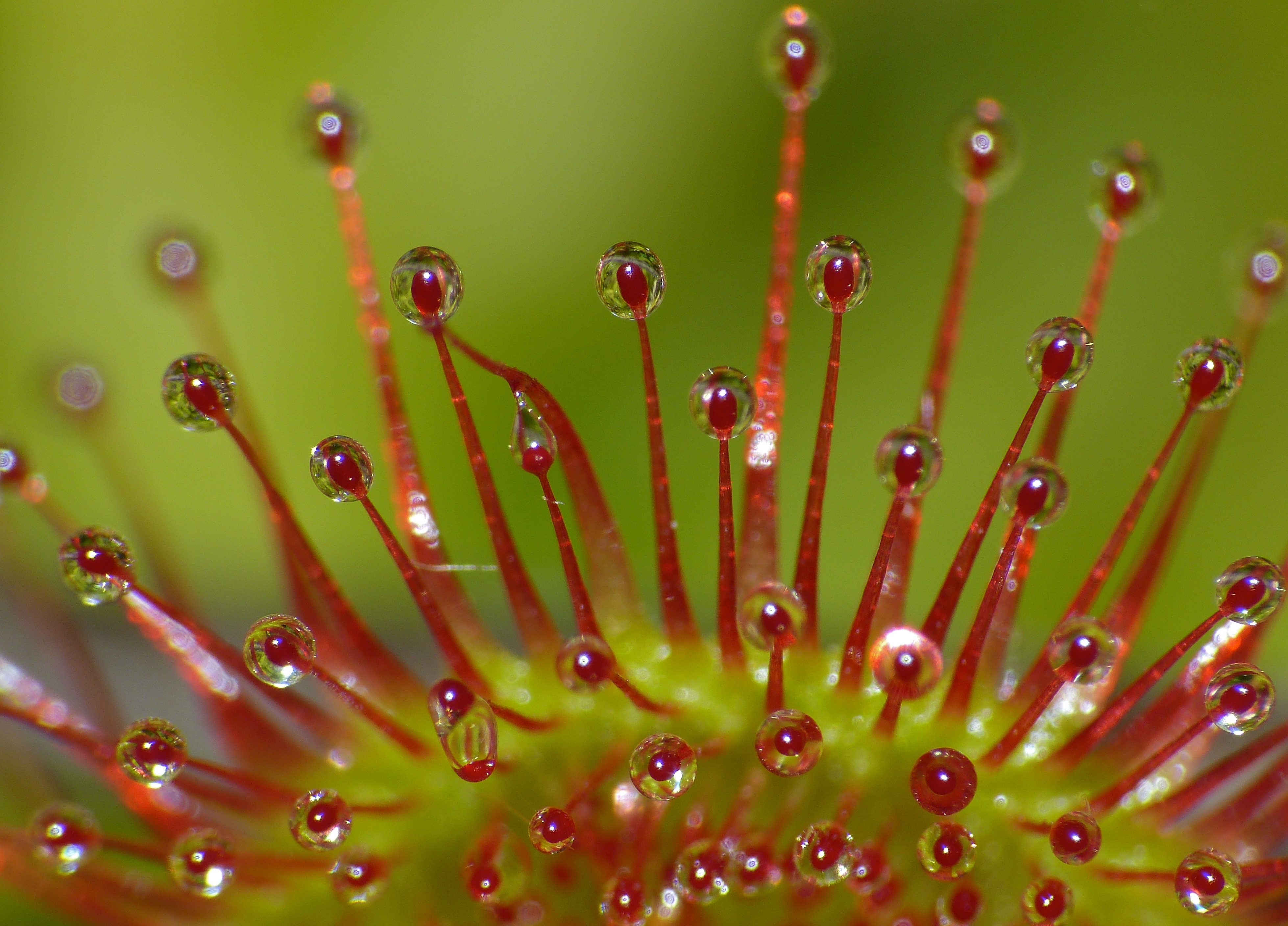
Détail des poils glandulaires
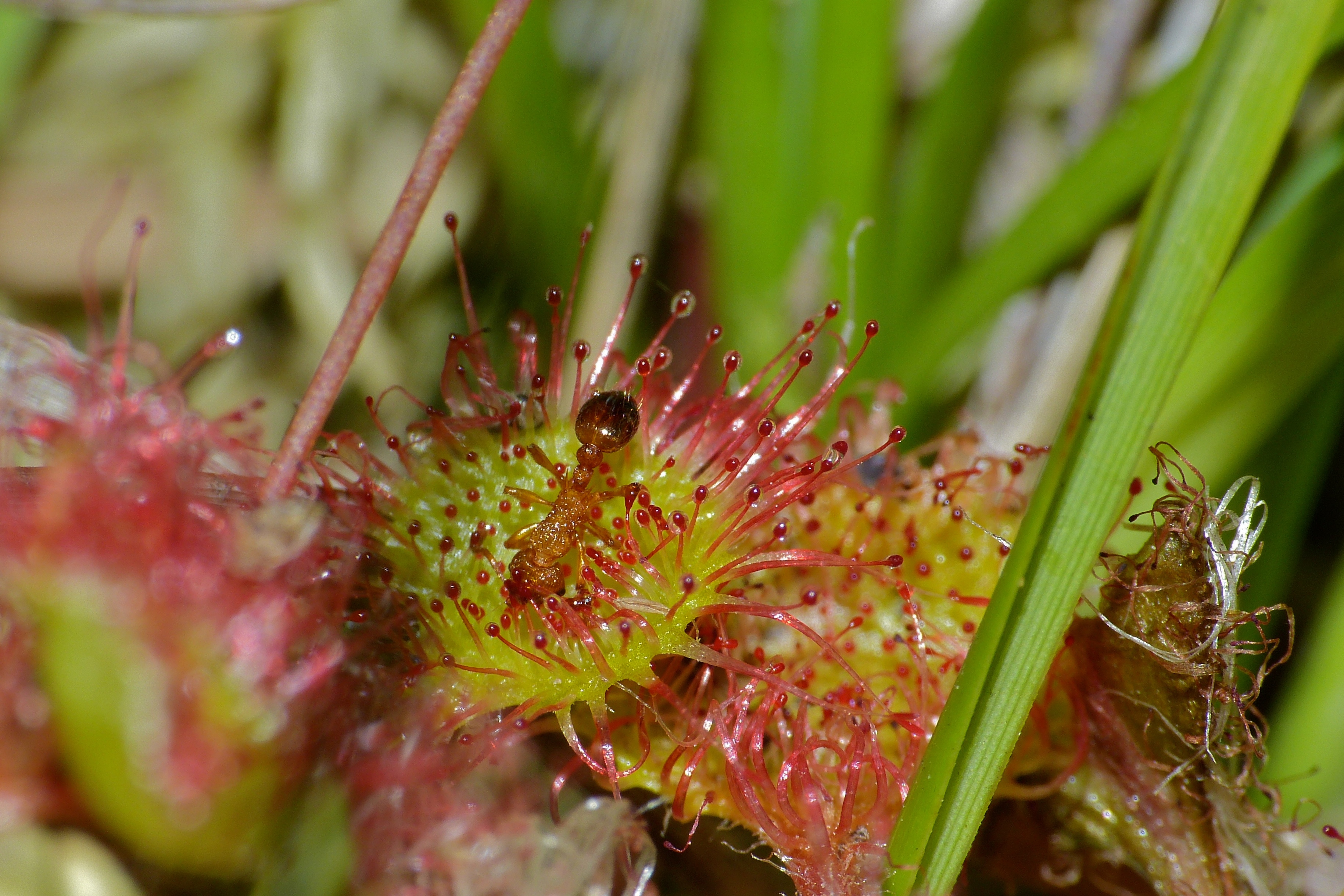
Fourmi engluée

### Fleurs

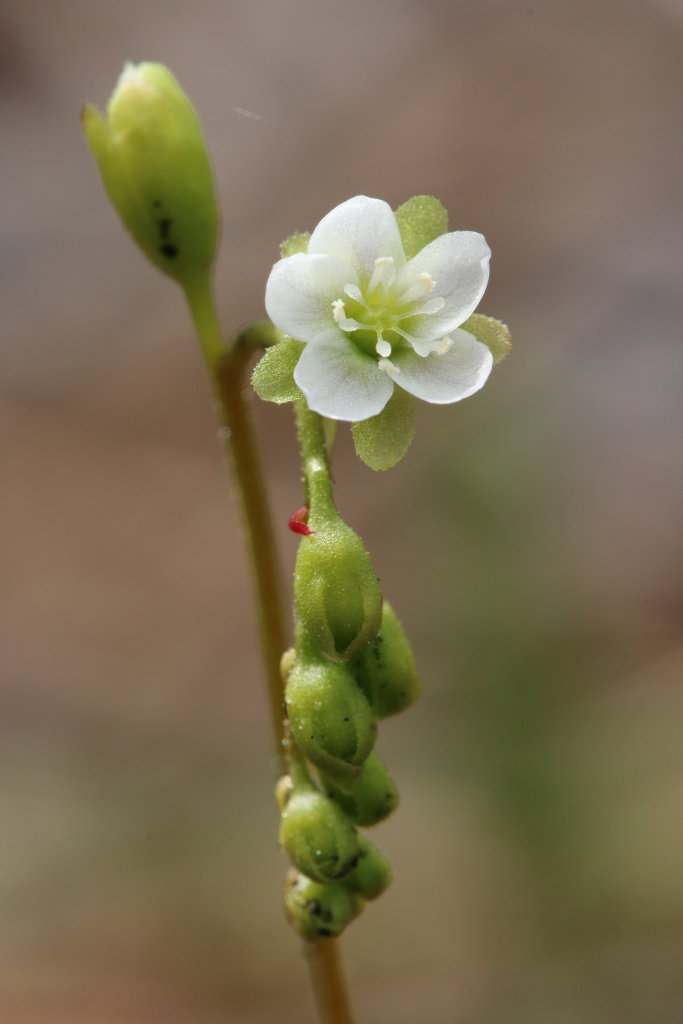
Fleurs, Hostens, France

Elles sont blanches (de 3 à 12) et s'ouvrent successivement en remontant sur la tige seulement vers midi les jours les plus ensoleillés. La floraison a lieu de juin à septembre sur des tiges de 5 à 20 cm naissant verticalement du centre de la rosette.

### Cycle végétatif
En automne les feuilles arrêtent de se développer et restent embryonnaires, nombreuses et serrées au centre de la rosette formant un bourgeon d'hiver. Les feuilles d'été meurent et l'hibernacle supporte en dormance la saison froide.
La saison de croissance s'étend de mai/juin à septembre/octobre : croissance captures (jusqu'à 2000 par saison) floraison fructification.

## Propriétés
Le droséra est également une plante médicinale. Les feuilles fraîches auraient des propriétés antitussives. On lui prête des propriétés antibactériennes, anti-inflammatoires, antibiotiques, hypoglycémiques, antispasmodiques. Irritante à haute dose.

## Culture
C'est une plante carnivore rustique, pour tourbière aménagée, qui colonise rapidement. Sa culture doit se faire de préférence en extérieur.

### Substrat

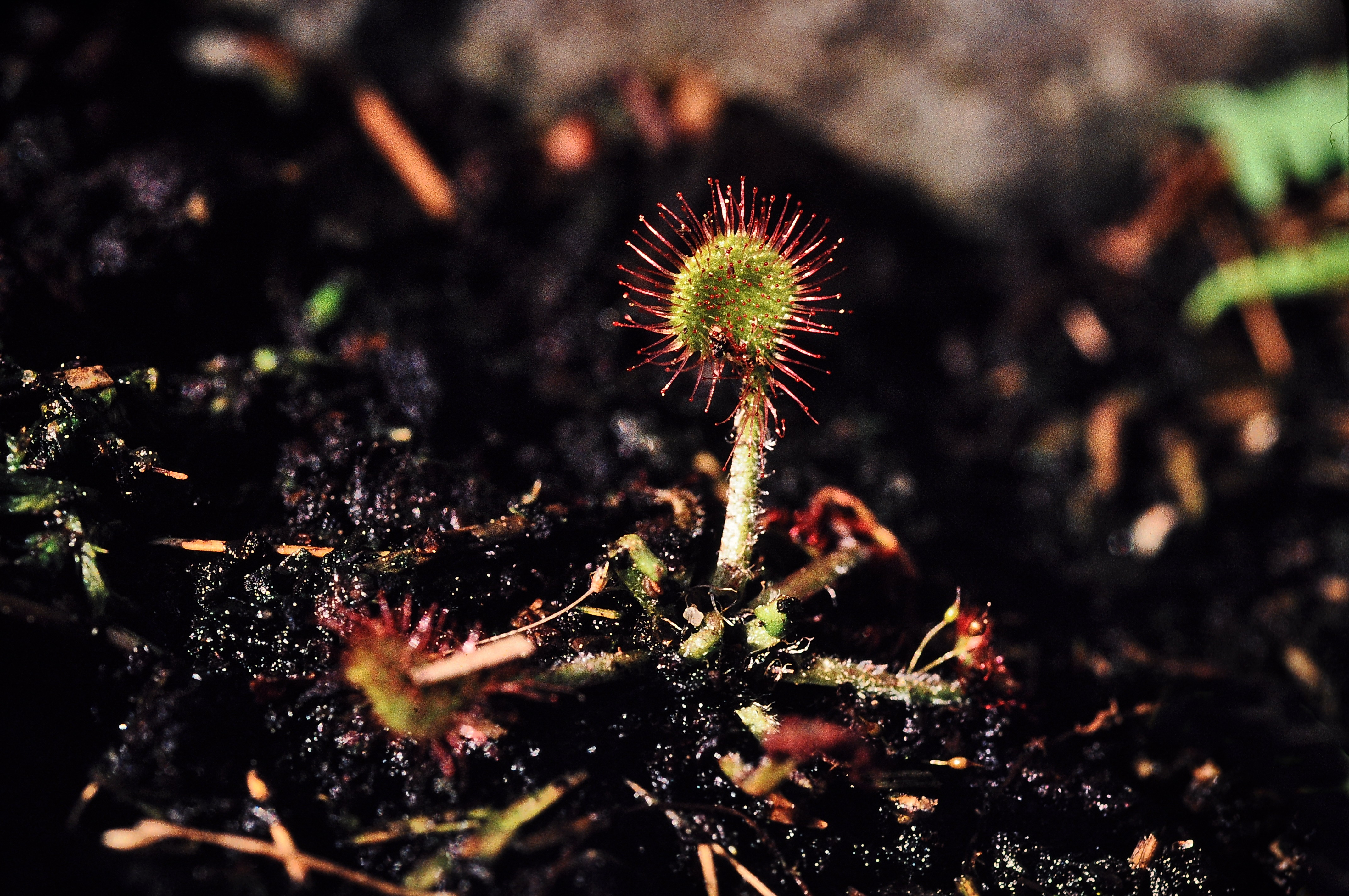

Dans du Sphagnum pur, mais vivant à défaut dans 30 % de sable non calcaire, et avec 70 % de tourbe blonde. Sa culture se fera dans un pot de minimum 15 cm de diamètre mais de préférence en tourbière extérieure.

### Température
En hiver garder cette plante entre 0 et 10 °C si elle est dans un petit pot, mais la gelée est parfaitement supportée par des plantes en pleine terre dans une tourbière extérieure. En été, la température peut aller de 15 °C à 35 °C.

### Arrosage
Abondant pendant la saison de croissance (pots trempant dans 1 cm d'eau), plus restreint en hiver (maintenir le compost à peine humide). En milieu naturel les hibernacles sont parfois immergés pendant de longues périodes.

### Exposition
Le plein soleil lui convient parfaitement.

### Multiplication
- Par graines : après une stratification de plusieurs mois dans le bas du réfrigérateur, réhydrater les graines, les soumettre 2 jours au gel dans le bac à glace du réfrigérateur et semer en place en mars-avril. La germination se produit un mois ou deux plus tard.
- Par bouture : en juillet enlever une feuille à une plante vigoureuse en gardant bien la base du pétiole. Poser la feuille à plat sur du compost en recouvrant légèrement la base du pétiole de Sphagnum. Garder à 20 °C.

### Parasites et maladies
Pucerons, notamment sur les hampes florales.

## Droséra OGM
Un droséra transgénique a été créé dans l'objectif de lui faire produire des protéines recombinantes récupérables dans les sécrétions digestives extracellulaires (glue) de la plante carnivore génétiquement modifiée. 
La plante a reçu avec succès des gènes marqueurs et humains (gènes de l'interféron gamma et du facteur intrinsèque), et dans le but de développer un modèle potentiellement industrialisable chez une autre espèce carnivore Nepenthes alata qui selon une modélisation pourrait alors produire de 10 à 15 kg de protéines d'intérêt (total) par hectare et par an grâce à des récoltes successives ne nécessitant pas de détruire la plante, et grâce à la possibilité de contrôler l'activité des protéases digestives naturelles.

## Règlementation
C'est une plante strictement protégée sur tout le territoire français : le ramassage, l'utilisation et le transport sont interdits. Le commerce en est strictement réglementé et ne concerne que des spécimens de culture. De même en Région wallonne (Belgique du Sud).

## Sous-espèces
- Drosera rotundifolia ssp. corsica (Corse).
- Drosera rotundifolia ssp. furcata (Chine).